# Staatliche Kunstakademie Armeniens
Die Staatliche Kunstakademie Armeniens (armenisch: Հայաստանի գեղարվեստի պետական ակադեմիա; englisch: State Academy of Fine Arts of Armenia) ist eine 1946 gegründete staatliche Kunsthochschule in Jerewan in Armenien.

## Studienangebot
Die Akademie bietet Bachelor- und Master-Programme sowie Graduiertenprogramme für Doktoranden an. Zu den angebotenen Studiengängen zählen Malerei, Bildhauerei, Graphik, Kunstwissenschaften, Design, Computer-/3D-Design und Modedesign.